# Buzz Astral z Gwiezdnej Bazy

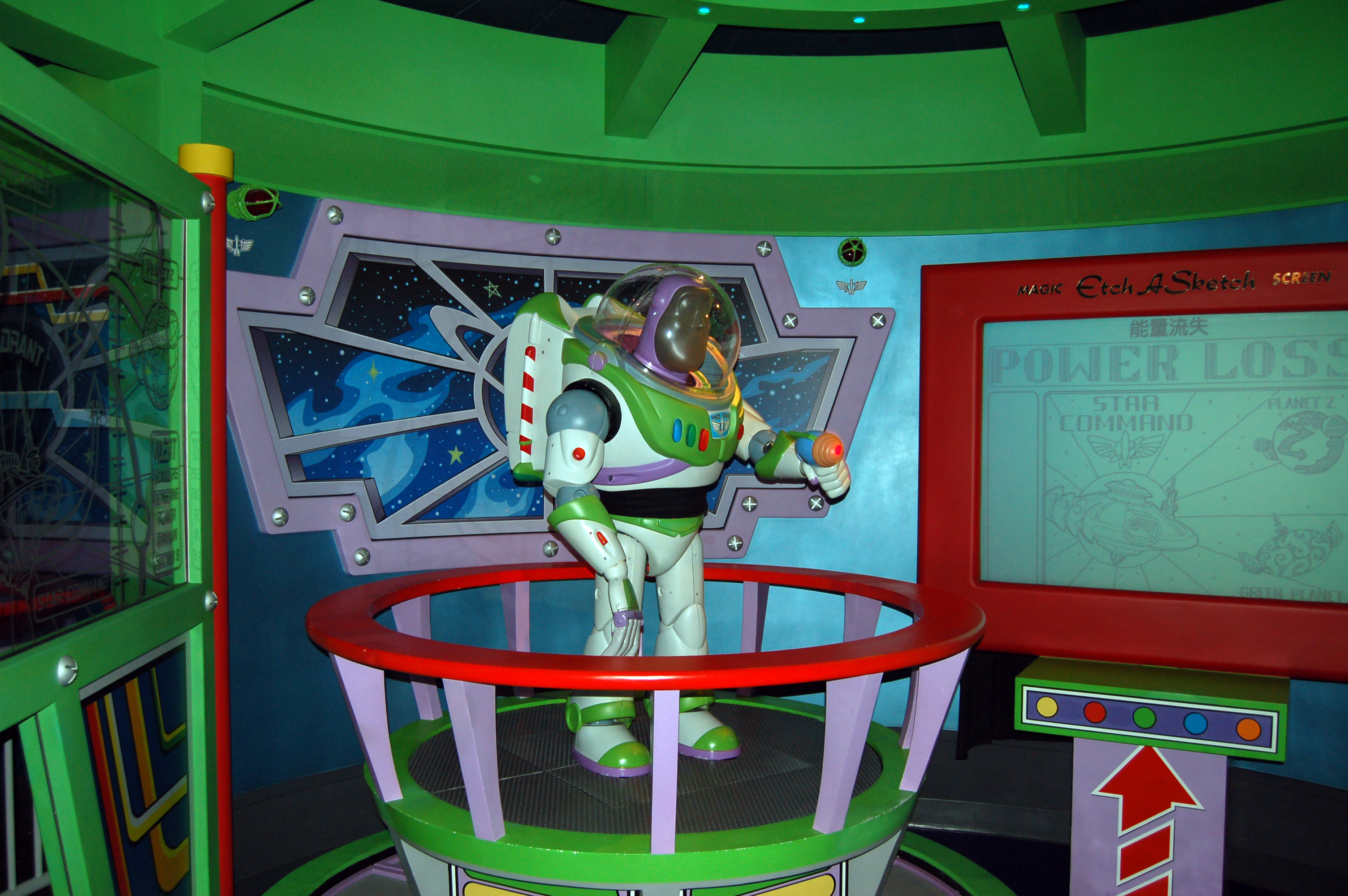
Figurka Buzza Astrala znajdująca się w Honk Kong Disneyland

Buzz Astral z Gwiezdnej Bazy (ang. Buzz Lightyear of Star Command, 2000–2001) – amerykański serial animowany opowiadający o przygodach astronauty Buzza Astrala, bohatera filmów z serii Toy Story. Został wyprodukowany przez Pixar Animation Studios dla telewizji ABC.

## Opis fabuły
Akcja serialu rozgrywa się w przyszłości, gdzie Buzz Astral wraz ze swoją załogą – Księżniczką Mira Novą, Sinclairem Munchapperem i XR stawiają opór do walki ze złym imperatorem Zurgiem z Gwiezdnej Bazy.

## Bohaterowie
- Buzz Astral – główny bohater kreskówki. Astronauta, który wraz ze swoją załogą walczy ze złym cesarzem Zurgiem.
- Mira Nova – księżniczka.
- Sinclair Munchapper – dinozaur.
- XR – robot.

## Obsada
- Patrick Warburton – Buzz Astral
- Nicole Sullivan – Księżniczka Mira Nova
- Stephen Wurst – Sinclair Munchapper
- Larry Miller – XR

## Nawiązania
Serial ma różne nawiązania do filmów takich jak "Star Trek", "Gwiezdne Wojny" czy "Dzień Tryfidów" oraz 
- Nazwa robota NOS-4-A2 wzięła się od wampira z filmu Nosferatu.
- Buzz Astral i Zurg angażują się w konfrontację podobną do walki z mieczem świetlnym.
- Nazwa planety Roswell nawiązuje do miejsca zdarzenia w Nowym Meksyku, gdzie rzekomo rozbiło się ufo.

### Błędy
- Gwiezdna baza składa się z zielonych kolorów, lecz w scenie, w której Evil Buzz ją niszczy ma kolory czerwone.

## Wersja polska
Wersja polska: na zlecenie DISNEY CHARACTER VOICES INTERNATIONAL – Master Film

Dialogi: Dariusz Dunowski